# Здзіслав Мах
Здзіслав Мах (пол. Zdzisław Mach; Польща) — польський науковець, педагог, освітній діяч. У 1978 році закінчив Ягеллонський університет. Доктор габілітований. Професор філософії і соціології, колишній керівник кафедри Європеїстики, а потім директор до (2012) Інституту Європеїстики Ягеллонського університету.